# Юган Ертеґрен
Юган Ертеґрен (швед. Johan Örtegren; нар. 22 березня 1978) — колишній шведський тенісист.
Найвищу одиночну позицію світового рейтингу — 295 місце досяг 6 серпня 2001, парну — 479 місце — 29 січня 2001 року.
Здобув 3 одиночні та 2 парні титули.

## ITF Ф'ючерс Титули

### Одиночний розряд: (3)
| Ранг | Рік  | Турнір             | Покриття | Суперник         | Рахунок       |
| ---- | ---- | ------------------ | -------- | ---------------- | ------------- |
| 1.   | 1998 | Вільнюс, Литва F1  | Килим    | Александер Ґітль | 6–3, 6–1      |
| 2.   | 1999 | Oula, Фінляндія F1 | Ґрунт    | Б'єрн Ренквіст   | 6–4, 4–6, 6–3 |
| 3.   | 2000 | Пярну Естонія F1   | Ґрунт    | Томмі Ленго      | 6–4, 7–5      |

### Парний розряд: (2)
| Ранг | Рік  | Турнір             | Покриття | Партнер        | Суперники                      | Рахунок          |
| ---- | ---- | ------------------ | -------- | -------------- | ------------------------------ | ---------------- |
| 1.   | 2000 | Negril, Ямайка F3  | Тверде   | Юган Карельд   | Сандор Мартінес Ласаро Наварро | 7–5, 6–2         |
| 2.   | 2008 | Meshref, Кувейт F1 | Тверде   | Мохаммад Гаріб | Рохан Гаджар Кен Скупскі       | 6–4, 3–6, [10–7] |